# Диофантова пятёрка
Диофантова пятёрка — гипотетическое множество из пяти положительных целых чисел {\displaystyle \{a_{1},\dots ,a_{5}\}}, обладающих тем свойством, что всякое число {\displaystyle a_{i}a_{j}+1} является квадратом. По состоянию на 2014 год вопрос о существовании таких пятёрок является открытой проблемой.
Диофант нашёл четвёрку рациональных чисел:
{\displaystyle \left\{{\frac {1}{16}},{\frac {33}{16}},{\frac {17}{4}},{\frac {105}{16}}\right\}},
которые обладают этим свойством в рациональном смысле (то есть, всякое {\displaystyle a_{i}a_{j}+1} является рациональным квадратом). Позже было найдено множество из шести рациональных чисел, обладающих заданным свойством.
Пьер Ферма обнаружил четвёрку целых положительных чисел — {\displaystyle \{1,3,8,120\}}, обладающую заданным свойством. Эйлер смог расширить это множество добавлением рационального числа:
{\displaystyle {\frac {777480}{8288641}}},
но положительное целое, сохраняющее заданное свойство, не может быть добавлено к этой четвёрке, что было доказано в 1969 году Бейкером (Baker) и Дэвенпортом (Davenport).
В 2004 году хорватский математик Андрей Дуелла (Andrej Dujella) показал, что может существовать лишь конечное число диофантовых пятёрок.